# Vilenjača
Vilenjača falu Bosznia-Hercegovinában, a Bosznia-hercegovinai Föderáció Una-Szanai kantonjában. 

## Fekvése
Bosznia-Hercegovina északnyugati részén, Bihácstól légvonalban 20, közúton 34 km-re északkeletre, Cazin központjától légvonalban 5, közúton 12 km-re keletre, a Gomila-hegy északi oldalán elterülő, a Koprivka és a Krstaš-patakok által átszelt dombos vidéken fekszik. 

## Népessége
| Nemzetiségi csoport | Népesség 1991 | Népesség 2013 |
| ------------------- | ------------- | ------------- |
| Szerb               | 0             | 0             |
| Bosnyák             | 917           | 906           |
| Horvát              | 0             | 1             |
| Jugoszláv           | 1             | 0             |
| Egyéb               | 8             | 4             |
| Összesen            | 926           | 911           |

## Nevezetességei
A falu új mecsetét 2013. november 2-án nyitották meg.